# Stazione di Povo-Mesiano
La stazione di Povo-Mesiano è una fermata ferroviaria della Valsugana (Trento – Venezia). Si trova nella frazione di Povo del comune di Trento.

## Storia
Il primo impianto venne attivato come stazione il 26 aprile 1896 in concomitanza con l'inaugurazione della tratta Trento-Tezze, che allora ricadeva in territorio austriaco.
Nella seconda metà del XX secolo il binario d'incrocio fu soppresso e la stazione, trasformata in fermata impresenziata, spostata di circa 200 metri lato Trento.
L'attuale fermata di Povo-Mesiano venne attivata il 25 settembre 1995; essa si trova poco distante dalla primitiva fermata di Povo, soppressa alcuni anni prima. Questa struttura si è resa necessaria in seguito all'apertura delle facoltà di ingegneria e scienze dell'Università degli studi di Trento.
Fra ottobre 2013 e settembre 2014 venne condotto un ulteriore intervento di ristrutturazione con allungamento della banchina a 150 metri.
Nel novembre 2015 è stato aperto il sottopassaggio.

## Strutture e impianti
La fermata è posta alla progressiva chilometrica 138+080, tra la stazione di Villazzano e quella di Pergine Valsugana. L'accesso alla stazione avviene da via Mesiano.

## Movimento
Povo-Mesiano è servita dai treni regionali svolti da Trenitalia e Trentino Trasporti nell'ambito del contratto di servizio stipulato con la Provincia autonoma di Trento.

## Bibliografia

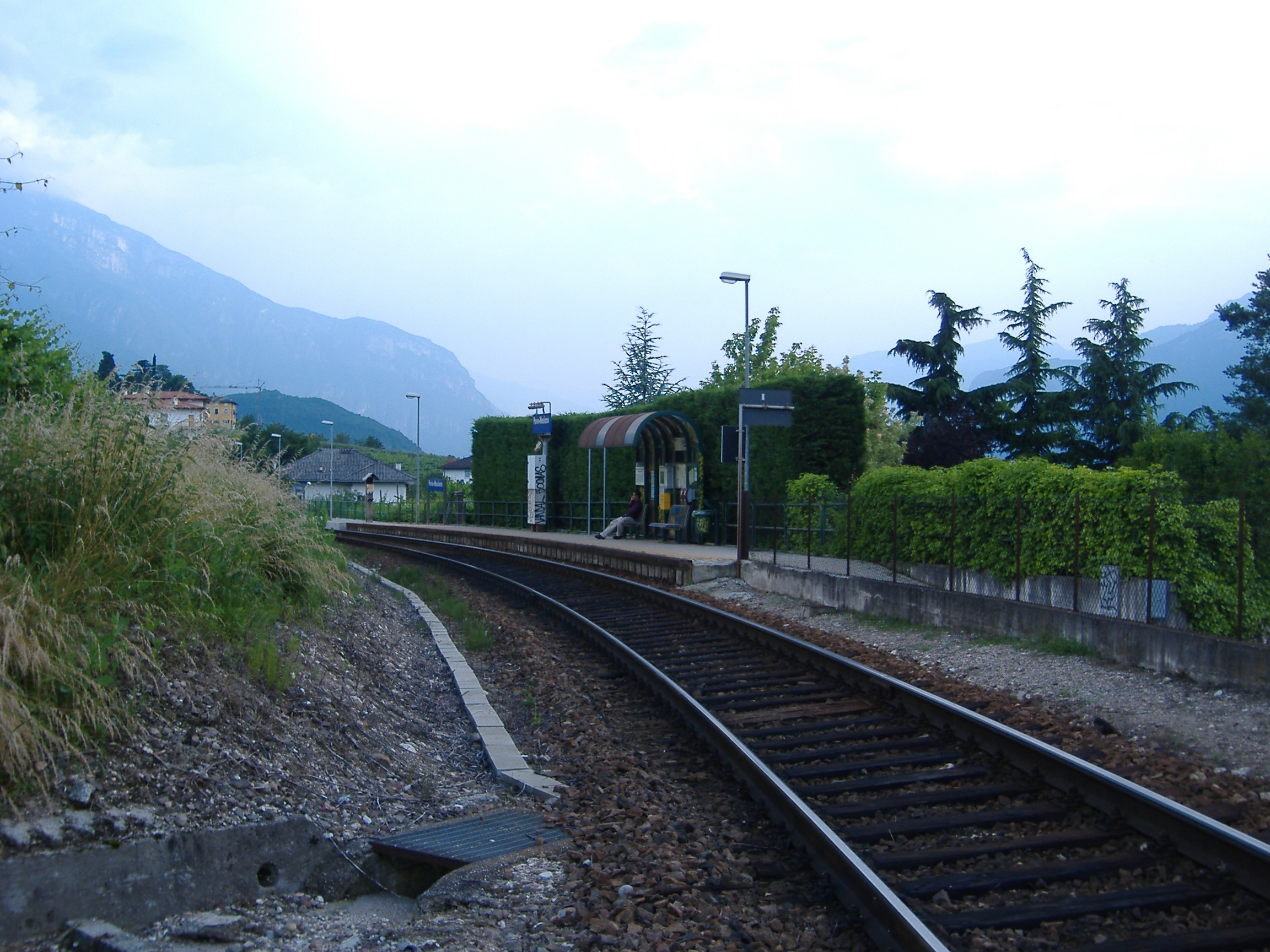
Fermata prima dell'ammodernamento del 2015